# Equador nos Jogos Paralímpicos de Verão de 2012
O Equador participou dos Jogos Paralímpicos de Verão de 2012, realizados na cidade de Londres, no Reino Unido.

## Desempenho

### Levantamento de peso
Masculino
| Atletas     | Evento   | Resultado | Posição |
| ----------- | -------- | --------- | ------- |
| Jose Marino | -82.5 kg | NM        | NM      |